# Molave
Molave è una municipalità di prima classe delle Filippine, situata nella Provincia di Zamboanga del Sur, nella regione della Penisola di Zamboanga.
Nel 1960 parte del territorio di Molave è stato staccato per formare la nuova municipalità di Mahayag.
Molave è formata da 25 baranggay:
- Alicia
- Ariosa
- Bagong Argao
- Bagong Gutlang
- Blancia
- Bogo Capalaran
- Culo
- Dalaon
- Dipolo
- Dontulan
- Gonosan
- Lower Dimalinao
- Lower Dimorok

- Mabuhay
- Madasigon (Pob.)
- Makuguihon (Pob.)
- Maloloy-on (Pob.)
- Miligan
- Parasan
- Rizal
- Santo Rosario
- Silangit
- Simata
- Sudlon
- Upper Dimorok